# Rücklaufverschraubung
Eine einstellbare Rücklaufverschraubung befindet sich am Rücklauf an der Unterseite eines Heizkörpers und ist mit einer Schlitzschraube oder einem Innensechskant versehen. Oft ist zur Sicherheit und aus optischen Gründen ein Deckel mit einer Fiberdichtung aufgeschraubt, der sich von Hand oder mit einem Schraubenschlüssel lösen lässt. Die Rücklaufverschraubung ist durch einen einzelnen O-Ring an der Ventilspindel abgedichtet.
Die Rücklaufverschraubung hat die Funktion eines Drosselventils, mit der manuelle hydraulische Einstellungen ermöglicht werden, die einen hydraulischen Abgleich gestatten.
Durch Eindrehen der Ventilschraube verringert sich der Durchfluss des Heizungswassers durch den Heizkörper, und durch Herausdrehen erhöht sich der Durchfluss. Des Weiteren ermöglicht eine Rücklaufverschraubung die Demontage eines Heizkörpers, ohne das Wasser von der kompletten Anlage ablassen zu müssen. Dies ist vor allem bei Zentralheizungen in mehrstöckigen Gebäuden von Vorteil.
Absperrbare Verschraubungen werden an den Heizflächen von Heizungsanlagen und Klimaanlagen eingesetzt. Diese Verschraubungen ermöglichen das individuelle Absperren, Entleeren und Füllen von z. B. Heizkörpern, um Maler- oder Wartungsarbeiten ohne Betriebsunterbrechung anderer Heizkörper durchführen zu können. Der in der Verschraubung integrierte Regulierkegel ermöglicht den hydraulischen Abgleich durch Festeinstellung, wenn im Zulauf keine einstellbaren Thermostatventile eingesetzt sind oder wenn es zu Strömungsgeräuschen kommt.
Dazu wird die gedrosselte Einstellung auf beide Armaturen vor und hinter dem Heizkörper verteilt. Die Voreinstellung ist reproduzierbar, d. h., sie wird bei Betätigung der Absperrung nicht verändert. Die Einstellungen der kv-/kvs-Werte sind aus dem dazugehörenden Diagramm zu entnehmen. Eine Einstellung sollte, wenn es möglich ist, immer im Vorlauf durchgeführt werden, weil die Rücklaufverschraubung im „Sumpf“ des Heizkörpers angeordnet ist und dadurch eine schnellere Verschmutzung vorkommen kann.